# V1059 Sagittarii
V1059 Sagittarii es una nova avistada por los astrónomos en 1898 en la constelación de Sagitario. V1959 Sagittarii alcanzó un brillo de magnitud 4.5 .

## Coordenadas
- Ascensión recta: 19h 01m 50s.85
- Declinación: −13° 09' 38".7